# Alkè
Alkè es un fabricante italiano de camiones y otros vehículos eléctricos, con sede en Padua, Italia. La compañía fue creada en 1992.

## Vehículos eléctricos

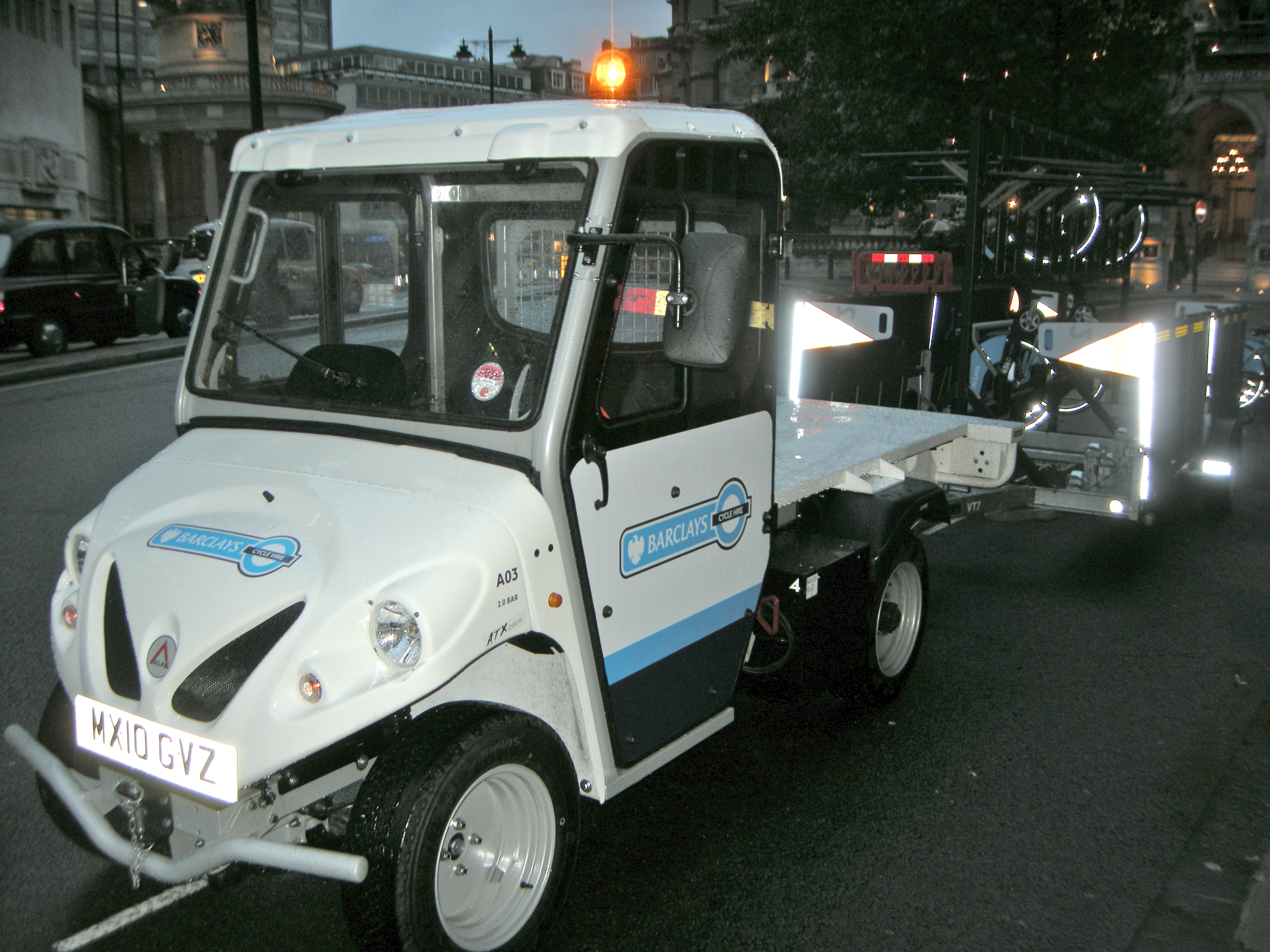
Vehículo utilitario Alkè utilizado para la redistribución de bicicletas Santander Cycles en Londres.

Algunos de los coches eléctricos fabricados por Alkè (por ejemplo, el Alkè ATX 100 E) se utilizan:
- En los estadios de fútbol como ambulancias abiertas
- En el esquema de alquiler de bicicletas de Londres (junto a otros coches y furgonetas) para arrastrar remolques de distribución de bicicletas.

## Movilidad sostenible
Debido a la exponencial y constante atención que los vehículos eléctricos están recibiendo por parte de los usuarios, Alkè se está involucrando en muchos proyectos de movilidad sostenible, con electricidad renovable y vehículos eléctricos, también en la administración pública como el proyecto Cargohopper (un vehículo alimentado por energía solar para la entrega centro urbano de la ciudad de Utrecht) o en el sector privado sector para la movilidad en el interior de zonas sin tráfico.

## Motor Shows
Los vehículos Alkè se pueden ver frecuentemente en los grandes salones del automóvil eléctrico en Europa, tales como: Pollutec, Saltex, GaLaBau, Kommunalmesse, Bluetech, Electri Motor Show (Finlandia); con muchas apreciaciones incluso de las familias reales.

## Ventas en todo el mundo
Los vehículos eléctricos Alkè se venden en todo el mundo, a través de más de 30 revendedores en distintos países. En el Reino Unido, los vehículos Alkè son importados por ePowerTrucks.